# Fox Interactive
Fox Interactive è stata un'azienda statunitense che sviluppava e pubblicava videogiochi principalmente basati sui film e le serie televisive della 20th Century Fox  come I Simpson, I Griffin, Futurama, le serie di Alien e Predator, Streghe, X-files e Buffy l'ammazzavampiri.
Inoltre l'azienda è stata coinvolta anche nella realizzazione di progetti originali come Croc: Legend of the Gobbos, Croc 2, Angry Birds Rio, The Operative: No One Lives Forever e World's Scariest Police Chases.

## Storia
L'azienda è stata fondata nel 1982 con il nome Fox Video Games ed era una unità operativa di Fox Filmed Entertainment, una società di News Corporation.
Nel 1990 venne rinominata 20th Century Fox Games, per poi cambiare nome una seconda volta nel dicembre 1994, venendo chiamata Fox Interactive.
Fox Interactive acquisì grande popolarità grazie anche a videogiochi basati sulle saghe di Die Hard, di Alien vs. Predator e per la serie di Croc.
Nel marzo 2003 Fox Interactive Inc. è stata acquisita da Vivendi Universal Games, ora Vivendi Games.
Nel 2006 Fox Interactive ha fatto bancarotta. I nuovi giochi basati sulle proprietà 20th Century Fox sono stati pubblicati prima da Fox Mobile Entertainment, e successivamente da Fox Digital Entertainment.

## Giochi sviluppati

### Come Fox Video Games
| Titolo                            | Data di distribuzione | Piattaforme |
| --------------------------------- | --------------------- | ----------- |
| Deadly Duck                       | 1982                  | Atari 2600  |
| The Earth Dies Screaming          | 1983                  | Atari 2600  |
| Revenge of the Beefsteak Tomatoes | 1983                  | Atari 2600  |
| Bank Heist                        | 1983                  | Atari 2600  |

### Come Fox Interactive
| Titolo                                                | Data di distribuzione | Piattaforme                                       |
| ----------------------------------------------------- | --------------------- | ------------------------------------------------- |
| Alien                                                 | 1984                  | Commodore 64, ZX Spectrum                         |
| The Tick                                              | 1994                  | SNES, Sega Mega Drive                             |
| The Pagemaster                                        | 1994                  | Super NES, Sega Genesis                           |
| Alien Trilogy                                         | 1995                  | PlayStation, Sega Saturn, MS-DOS                  |
| Die Hard Arcade                                       | 1996                  | Arcade, Sega Saturn                               |
| The Simpsons Cartoon Studio                           | 1996                  | Windows, Mac OS                                   |
| Die Hard Trilogy                                      | 1996                  | PlayStation, Sega Saturn, Windows                 |
| Independence Day (videogioco)                         | 1997                  | PlayStation, Sega Saturn, Windows                 |
| Virtual Springfield                                   | 1997                  | Windows                                           |
| Croc: Legend of the Gobbos                            | 1997                  | PlayStation, Game Boy Color, Sega Saturn, Windows |
| James Cameron's Titanic Explorer                      | 1997                  | Windows, Mac                                      |
| Anastasia: Adventures with Pooka and Bartok           | 1997                  | Windows                                           |
| FOX Sports Soccer 99                                  | 1998                  | PlayStation                                       |
| Icebreaker                                            | 1998                  | Windows                                           |
| Fox Sports Golf '99                                   | 1998                  | Windows                                           |
| FOX Sports College Hoops '99                          | 1998                  | Nintendo 64                                       |
| The X-Files: The Game                                 | 1998                  | Windows                                           |
| Motörhead                                             | 1998                  | PlayStation, Windows                              |
| Team Losi RC Racer                                    | 1998                  | PlayStation                                       |
| N2O: Nitrous Oxide                                    | 1998                  | PlayStation                                       |
| FOX Sports Golf                                       | 1998                  | PlayStation                                       |
| Fox Sports NBA Championship 2000                      | 1999                  | Windows                                           |
| NBA Basketball 2000                                   | 1999                  | PlayStation , Windows                             |
| Sci-Fi Pinball                                        | 1999                  | Windows, Mac                                      |
| NHL Championship 2000                                 | 1999                  | PlayStation, Windows                              |
| The Simpsons: Cartoon Studio                          | 1999                  | Windows, Mac                                      |
| Alien Resurrection                                    | 1999                  | PlayStation, Windows                              |
| Alien vs. Predator                                    | 1999                  | Windows, Mac                                      |
| Croc 2                                                | 1999                  | PlayStation, Game Boy Color, Windows              |
| Die Hard Trilogy 2: Viva Las Vegas                    | 2000                  | PlayStation, Windows                              |
| Sanity: Aiken's Artifact                              | 2000                  | Windows                                           |
| King of the Hill                                      | 2000                  | Windows, Mac                                      |
| The Simpsons Bowling                                  | 2000                  | Arcade, PlayStation                               |
| The Operative: No One Lives Forever                   | 2000                  | PlayStation 2, Windows, macOS                     |
| World's Scariest Police Chases                        | 2001                  | PlayStation, Windows                              |
| Planet of the Apes                                    | 2001                  | PlayStation                                       |
| The Simpsons: Night of the Living Treehouse of Horror | 2001                  | Game Boy Color                                    |
| The Simpsons Wrestling                                | 2001                  | PlayStation                                       |
| The Simpsons Road Rage                                | 2001                  | PlayStation 2, GameCube, Game Boy Advance, Xbox   |
| Die Hard: Nakatomi Plaza                              | 2002                  | Windows                                           |
| Alien vs. Predator 2: Primal Hunt                     | 2002                  | Windows                                           |
| No One Lives Forever 2: A Spy in H.A.R.M.'s Way       | 2002                  | Mac OS X, Windows                                 |
| The Simpsons Skateboarding                            | 2002                  | PlayStation 2                                     |
| Buffy the Vampire Slayer: Chaos Bleeds                | 2002                  | Xbox                                              |
| Die Hard: Vendetta                                    | 2002                  | PlayStation 2, Xbox, GameCube                     |
| Alien vs. Predator: Extinction                        | 2003                  | PlayStation 2                                     |
| Futurama                                              | 2003                  | Xbox, PlayStation 2                               |
| The Simpsons Hit & Run                                | 2003                  | PlayStation 2, GameCube, Xbox, Windows            |
| The X-Files: Resist or Serve                          | 2004                  | PlayStation 2                                     |
| Family Guy Video Game!                                | 2006                  | Xbox, PlayStation 2 e PlayStation Portable        |
| I Simpson - Il videogioco                             | 2007                  | Xbox 360, Wii                                     |
| James Cameron's Avatar: Il gioco                      | 2009                  | Wii, Xbox 360, PlayStation 3                      |
| I Griffin: Ritorno al multiverso                      | 2012                  | Xbox 360, PlayStation 3 e Windows                 |
| I Simpson: Springfield                                | 2012                  | iOS e Android                                     |
| Family Guy: The Quest for Stuff                       | 2014                  | iOS, Android e Windows Phone                      |
| Futurama: Game of Drones                              | 2015                  | Android                                           |
| Animation Throwdown: TQFC                             | 2016                  | iOS e Android                                     |
| Family Guy- Another Freakin' Mobile Game              | 2017                  | Android                                           |
| Futurama: Worlds of Tomorrow                          | 2017                  | iOS e Android                                     |